# Mạc Thúy
Mạc Thúy (chữ Hán: 莫邃; 1346-1412) là tướng nhà Hồ trong lịch sử Việt Nam. Ông đã đem con em hợp tác với quân Minh chống lại nhà Hồ và các cuộc khởi nghĩa của người Việt. Nhờ lập được công, Mạc Thúy được nhà Minh phong làm Tham chính ở ty Bố chính Giao Chỉ, các em trai ông đều được nhà Minh phong chức. Mạc Thúy bị trúng tên độc chết khi tiến sâu vào đất Lạng Sơn để đánh cuộc khởi nghĩa do Nông Văn Lịch chỉ huy.